# Carol Stream
Carol Stream é uma vila localizada no estado americano de Illinois, no Condado de DuPage. A vila foi fundada em 1959.

## Demografia
Segundo o censo americano de 2000, a sua população era de 40.0000 habitantes.
Em 2006, foi estimada uma população de 40.067, um decréscimo de 371 (-0.9%).

## Geografia
De acordo com o United States Census Bureau tem uma área de
23,1 km², dos quais 23,0 km² cobertos por terra e 0,1 km² cobertos por água.

## Localidades na vizinhança
O diagrama seguinte representa as localidades num raio de 8 km ao redor de Carol Stream.